# Arthur Maury
Pour les articles homonymes, voir Maury.
Arthur Maury, (31 juillet 1844 - 1er décembre 1907) est un grand philatéliste français, auteur de plusieurs œuvres de référence dans cette discipline.

## Biographie
Il s'intéressa à la philatélie dès son enfance, mais seulement pour meubler ses loisirs. Puis, après avoir commencé une carrière de gantier, il opta pour une profession philatélique.
Ne se contentant pas de pratiquer le négoce, Maury publia, dès 1864, une revue très documentée, Le Collectionneur de timbres-poste. Il y associait dans ses commentaires, les timbres aux soubresauts de l'histoire, qu'il connaissait bien pour s'y être plongé en autodidacte, et de la politique, qui était selon lui l'histoire en train de se faire. Il a aussi encouragé dans sa revue, la collection naissante des oblitérations, et notamment de celles de la Guerre franco-prussienne de 1870. Il est donc un des premiers philatélistes à avoir dépassé le stade de la simple collection d'images. Il a par ailleurs soutenu le choix du mot « philatélie » pour désigner cette passion, à l'encontre de la désignation de « timbrologie » préconisée par le Docteur Jacques Legrand.
Il a lancé son catalogue qui a été réédité sans cesse, d'abord par lui-même, puis par ses successeurs, jusqu'en 1980. À la veille de sa mort, il a eu le plaisir de voir paraître, en 1908, son gros ouvrage de 648 pages: l'Histoire des timbres-poste français, qui fait encore autorité.
Il fut également membre de la Société française de timbrologie fondée en 1875 par Jacques Legrand.